# فيتا (مغنية)
فيتا (بالفرنسية: Vitaa)‏ وإسمها الحقيقي شارلوت غونين (بالفرنسية: Charlotte Gonin)‏ وهي مغنية سول فرنسية ولدت في يوم 14 مارس 1983 في مدينة ميلوز في فرنسا واشتهرت بأغنية Game Over مع مايتري غيمس وألتي احتلت المراتب الأولى في فرنسا.

## روابط خارجية
- فيتا على موقع IMDb (الإنجليزية)
- فيتا على موقع ألو سيني (الفرنسية)
- فيتا على موقع ميوزك برينز (الإنجليزية)
- فيتا على موقع أول ميوزيك (الإنجليزية)
- فيتا على موقع ديسكوغز (الإنجليزية)
- فيتا على موقع قاعدة بيانات الفيلم (الإنجليزية)